# Međunarodna federacija ženskih lacrosse saveza
Međunarodna federacija ženskih lacrosse saveza (engleski: International Federation of Women's Lacrosse Associations, kratica: IFWLA) je osnovana 1972. u svrhu promicanja i razvoja ženskog lacrossea širom svijeta.
Izvorne članice su bile Australija, Engleska, Škotska, Wales i SAD. Od tada se pridružilo mnoštvo članica iz Azije i Europe.
Trenutno se radi na povećanju zanimanja za ovaj šport u Južnoj Americi. Promicanje svih razina lacrossea uključiva pokroviteljstvo Međunarodne federacije nad Svjetskim kupom u seniorskoj i kategoriji "ispod 19". Prvenstva se održavaju svake 4 godine.

## Vanjska poveznica
- Službena stranica MFŽLS-a  Arhivirana inačica izvorne stranice od 19. svibnja 2023. (Wayback Machine)